# Helena Wolny
Helena Wolny (ur. 14 lutego 1924 w Brynicy Mokrej, zm. 16 listopada 2005 w Kielcach) – nauczyciel akademicki, metodyk literatury i języka polskiego, poetka.

## Życiorys
Helena Wolny urodziła się w Brynicy Mokrej pow. Jędrzejów w rodzinie oficera Legionów Józefa Piłsudskiego Andrzeja Zmorzyńskiego i Weroniki Zmorzyńskiej z domu Zyman
Lata okupacji spędziła w Kielcach, gdzie uczyła się na tajnych kompletach, była żołnierzem Armii Krajowej (pseudonim: Glawa). Matura w czerwcu 1945 roku w Liceum Ogólnokształcącym im. Jana Śniadeckiego w Kielcach. Studiowała polonistykę na Uniwersytecie im. Adama Mickiewicza w Poznaniu (1945-49) oraz na Uniwersytecie Jagiellońskim (1949-50), gdzie na podstawie pracy pt. Religijność Kasprowicza – prześledzenie faz rozwojowych na tle życia i twórczości, napisanej pod kierunkiem prof. dra hab. Stanisława Pigonia, w czerwcu 1950 roku otrzymała stopień magistra filologii polskiej.
Ze względów rodzinnych, mimo propozycji pozostania na uczelni, powróciła do Kielc i rozpoczęła pracę w Wojewódzkiej Bibliotece Publicznej jako kierownik działu gromadzenia, opracowania i upowszechniania księgozbiorów. W latach 1952–1955 pracowała w Wydziale Zdrowia Urzędu Miasta Kielc jako instruktor średnich szkół medycznych, a następnie w latach 1955–1958 w Wydziale Kultury jako wizytator szkół artystycznych i nauczycielka języka polskiego w Szkole Podstawowej nr 2 w Kielcach (1958-59), Technikum Ekonomicznym nr 2 (1959-62), IV Liceum Ogólnokształcącym im. Hanki Sawickiej (1962-69), I Liceum Ogólnokształcącym im. Stefana Żeromskiego (1969-72).
W latach 1966–1970 była metodykiem nauczania języka polskiego w Okręgowym Ośrodku Metodycznym w Kielcach. W 1968 roku na Wydziale Filologicznym Uniwersytetu Jagiellońskiego otrzymała stopień doktora nauk humanistycznych na podstawie dysertacji pt. Twórczość Mieczysława Romanowskiego – poety powstańca (1833-1863), napisanej pod opieką naukową prof. dra hab. Wacława Kubackiego.
W roku 1969 rozpoczęła pracę w Instytucie Filologii Polskiej Wyższej Szkoły Pedagogicznej w Kielcach, gdzie kierowała Zakładem Metodyki Nauczania Języka Polskiego. W 1980 roku przeszła na emeryturę.
Była w Polsce prekursorką indywidualizacji nauczania literatury i języka polskiego, głosiła zasadę: praca nauczyciela musi być na miarę każdego ucznia. W 1978 roku Rada Wydziału Polonistyki Uniwersytetu Warszawskiego nadała Helenie Wolny stopień doktora habilitowanego nauk humanistycznych na podstawie rozprawy pt.Indywidualizacja nauczania literatury w świetle badań eksperymentalnych. Współpracowała z Zespołem Literatury Pozytywizmu Uniwersytetu Warszawskiego oraz Pracownią Folklorystyczną Instytutu Badań Literackich Polskiej Akademii Nauk w Warszawie.
Synem Heleny Wolny jest Kazimierz Wolny-Zmorzyński

## Odznaczenia
- Złoty Krzyż Zasługi (1974),
- Odznaka Za Zasługi dla Kielecczyzny (1974),
- Medal Komisji Edukacji Narodowej (1980),
- Krzyż Kawalerski Orderu Odrodzenia Polski (1983),
- Medal Zwycięstwa i Wolności (1987),
- Krzyż Armii Krajowej (1998).

W roku 1997 Prezydent RP nadał Helenie Wolny stopień podporucznika Wojska Polskiego za podziemną działalność w okresie okupacji hitlerowskiej.

## Upamiętnienie
Od 2006 roku Klub Katolickiego Stowarzyszenia „Civitas Christiana” w Kielcach organizuje coroczny Młodzieżowy Konkurs Poetycki Jednego Wiersza im. Heleny Wolny. Konkurs przeznaczony jest dla uczniów szkół średnich i studentów województwa świętokrzyskiego

## Twórczość

### Rozprawy naukowe
- Twórczość dramatyczna Mieczysława Romanowskiego – poety powstańca (1833-1863). Kielce 1977;
- Indywidualizacja nauczania literatury w świetle badań eksperymentalnych. Kielce 1977;
- Zasada indywidualizacji w nauczaniu języka polskiego. Warszawa 1979;
- Literacka twórczość Adolfa Dygasińskiego. Studia. Kielce 1991.

### Poezja
- Wiara, nadzieja, miłość (1994);
- Tajemnica człowieka (1995);
- Niezwykły pontyfikat (1996);
- Ojczyzna moja w kajdanach niewoli (1996);
- Sens życia (1996); Tajemnica Twarzy (1997);
- Jest taki świat (1997); Miłość (1997);
- Boże Narodzenie. Jasełka (1997);
- Święty Wojciech. Dramat poetycki (1997);
- Tęsknota (1998); Młodzieńcze refleksje (1998).